# Compsoctena scriba
Compsoctena scriba är en fjärilsart som beskrevs av Edward Meyrick 1921. Compsoctena scriba ingår i släktet Compsoctena och familjen Eriocottidae. Inga underarter finns listade i Catalogue of Life.